# Hyalesthes luteipes
Hyalesthes luteipes är en insektsart som beskrevs av Franz Xaver Fieber 1876. Hyalesthes luteipes ingår i släktet Hyalesthes och familjen kilstritar. Inga underarter finns listade i Catalogue of Life.